# Antônio Lima dos Santos
Antônio Lima dos Santos (São Sebastião do Paraíso, 18 januari 1942 – Santos, 3 februari 2025) was een Braziliaanse voetballer, bekend onder zijn spelersnaam Lima. 

## Biografie
Lima begon zijn carrière bij Juventus, de vijfde club van São Paulo en maakte in 1961 de overstap naar Santos. Hier kwam hij in een team terecht met stervoetballers Coutinho, Pelé, Pepe en Gilmar. Hij zou bijna 700 wedstrijden spelen voor Santos en won er zeven keer het Campeonato Paulista mee, zes keer de landstitel, drie keer het Torneio Rio-São Paulo, twee keer de Copa Libertadores en twee keer de Wereldbeker voetbal. In de intercontinentale beker van 1963 scoorde hij in de terugwedstrijd tegen AC Milan een belangrijke goal die de kansen voor de club gaaf hield en waardoor er een derde beslissende wedstrijd kwam die de Brazilianen wonnen. Na zijn periode bij Santos speelde hij nog voor Fluminense, het Amerikaanse Tampa Bay Rowdies en hij sloot zijn carrière af bij Portuguesa Santista. 
Hij speelde enkele wedstrijden voor het nationale elftal en zat in de selectie voor het WK 1966. 
Santos overleed op 3 februari 2025 op 83-jarige leeftijd.